# نيل سميث (أستاذ جامعي)
نيل سميث (بالإنجليزية: Neil Smith)‏ هو لغوي بريطاني، ولد في 1939.